# Bertót
Bertót (szlovákul: Bertotovce) község Szlovákiában, az Eperjesi kerület Eperjesi járásában.

## Fekvése
Eperjestől 16 km-re nyugatra, a Nagy-Szinye-patak partján található.

## Története
1320-ban a szepesi káptalan oklevelében említik először. A falu Szinye uradalmának része volt. Nevét Bertold nevű birtokosáról kapta. Már 1395-ben állt gótikus fatemploma. Iskolája 1521-ben már működött. 1600-ban 11 nemesi kúria állt a faluban. 1682-ben Bertóthy Ádámnak volt itt udvarháza. 1787-ben 57 házában 461-en laktak.
A 18. század végén Vályi András így ír róla: „BERTÓT. Bertotovecz. Népes tót falu Sáros Vármegyében, birtokosa Berthódi Uraság, lakosai többnyire katolikusok, fekszik az Ország úttya mellett Fritsnek szomszédságában, mellynek filiája, Eperjestől két mértföldnyire, postája is van, ’s az Uraságnak kastéllyaival díszeskedik. Szvinka nevű folyó vize nehány malmokat hájt, itten fája helyben nints; hanem más onnan ád az Uraság; határbéli földgye jó, réttyei, legelője szükségekre elég, piatzozásától sints meszsze, első Osztálybéli.”

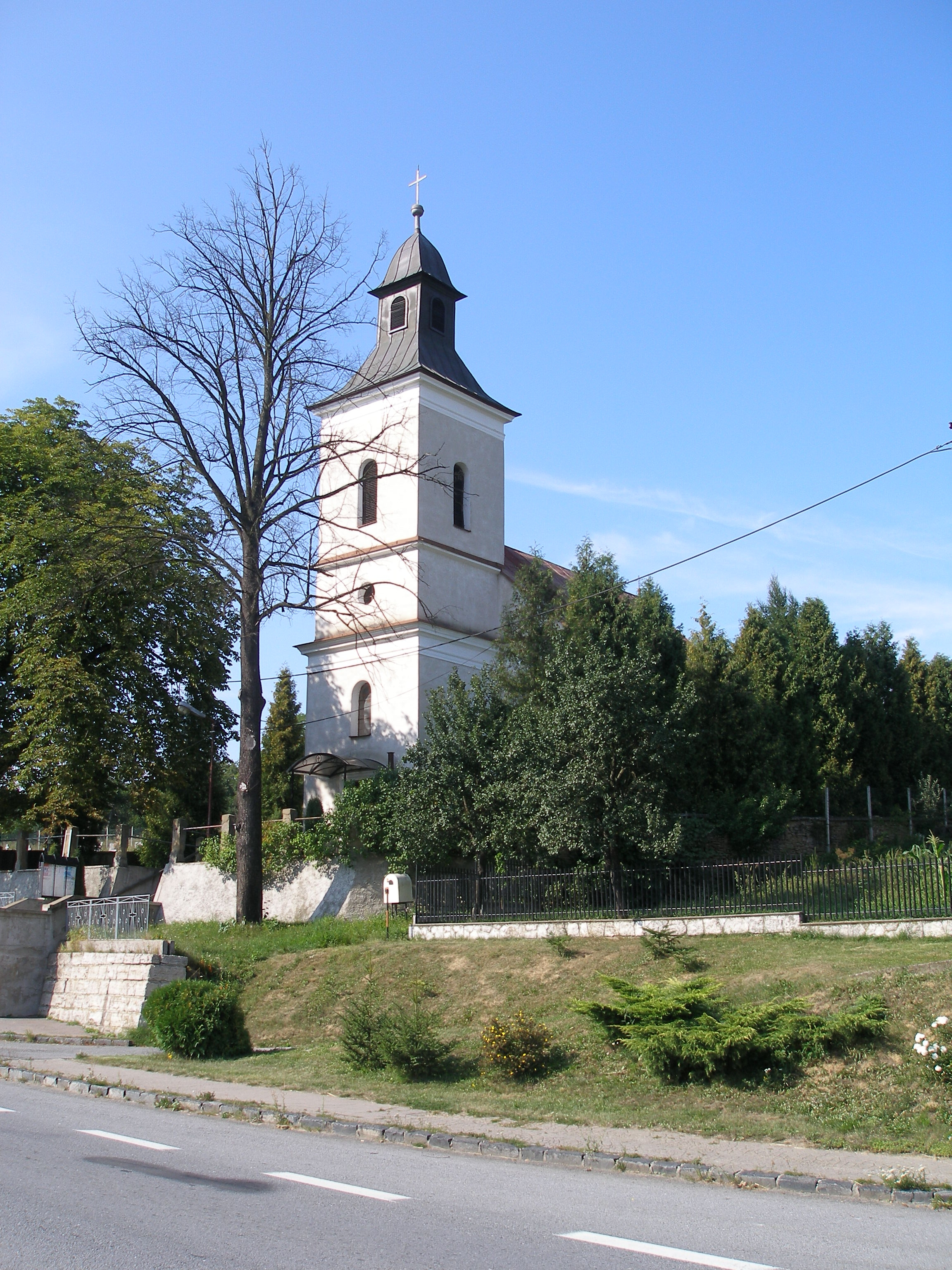
Bertót - templom

Fényes Elek 1851-ben kiadott geográfiai szótárában így ír a faluról: „Berthót, (Bertatowce), tót falu, Sáros vgyében, 416 kath., 5 evang., 8 zsidó lak. – Postahivatal és váltás Eperjes és Korotnok közt. Több nemes udvar és kőbánya. – Malom a Szvinka vizén. Termékeny határ. F. u. a Berthóti nemzetség.”
1920 előtt Sáros vármegye Kisszebeni járásához tartozott.

## Népessége
| Év:            | 1994. | 2004.    | 2014.   | 2024.   |
| -------------- | ----- | -------- | ------- | ------- |
| Emberek száma: | 443   | 492      | 487     | 520     |
| Eltérés:       |       | +11,06 % | -1,01 % | +6,77 % |

| Év:            | 2023. | 2024.   |
| -------------- | ----- | ------- |
| Emberek száma: | 523   | 520     |
| Eltérés:       |       | -0,57 % |

1910-ben 342, túlnyomórészt szlovák anyanyelvű lakosa volt.
2001-ben 474 lakosából 470 szlovák volt.
2011-ben 491 lakosából 481 szlovák volt.